# Seven Sisters (metrostation)
Seven Sisters is een station de metro van Londen aan de Victoria Line, dat werd geopend in 1968. Het wordt ook gebruikt door London Overground; zie hiervoor Station Seven Sisters. 

## Geschiedenis
De Great Eastern Railway opende op 22 juli 1872 een station bij Seven Sisters aan de Stoke Newington & Edmonton Railway, een van de Lea Valley Lines. In 1937 kwam de London Passenger Transport Board (LPTB) in een toekomstvisie met een lijn tussen Victoria en Finsbury Park. De uitwerking van deze plannen resulteerde in een lijn die ten noorden van Finsbury Park doorloopt en vooral zoveel mogelijk overstaps op andere lijnen en spoorwegstations, waaronder Seven Sisters, kreeg. De parlementaire goedkeuring voor de lijn kwam in 1955 echter zonder bekostiging, die pas in 1962 rond kwam. Op 24 juli 1967 werd een bouwvergunning verleend om het station uit te breiden met een ondergronds deel voor de Londense metro. Het eerste deel van de Victoria Line, waaronder Seven Sisters, opende op 1 september 1968 hoewel de gezamenlijke stationshal boven de westkant van de metro perrons en de inpandige overstap pas in december 1968 werden geopend, waarop de ingang uit 1872 werd gesloten. De verdeelhal van de metro werd boven de oostkant van de perrons gebouwd onder de High Road vlak ten noorden van de kruising met Seven Sisters Road en heeft toegangen aan weerszijden van de High Road. De naam van de straat en het station is te danken aan de zeven iepen (Seven Sisters) die bij het kruispunt stonden. 

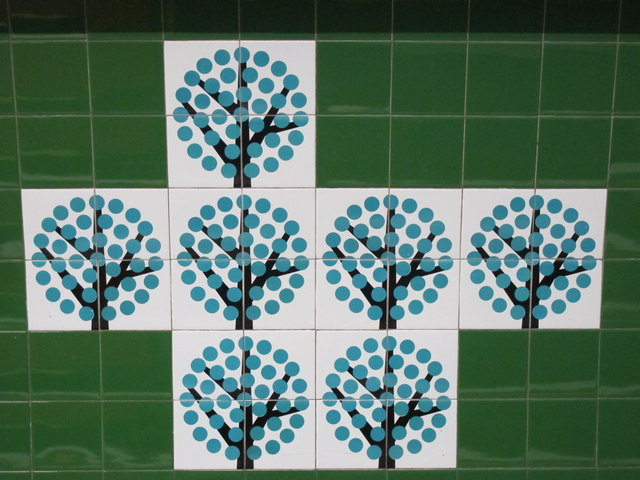
De zeven iepen in het tegelwerk langs de Victoria Line.
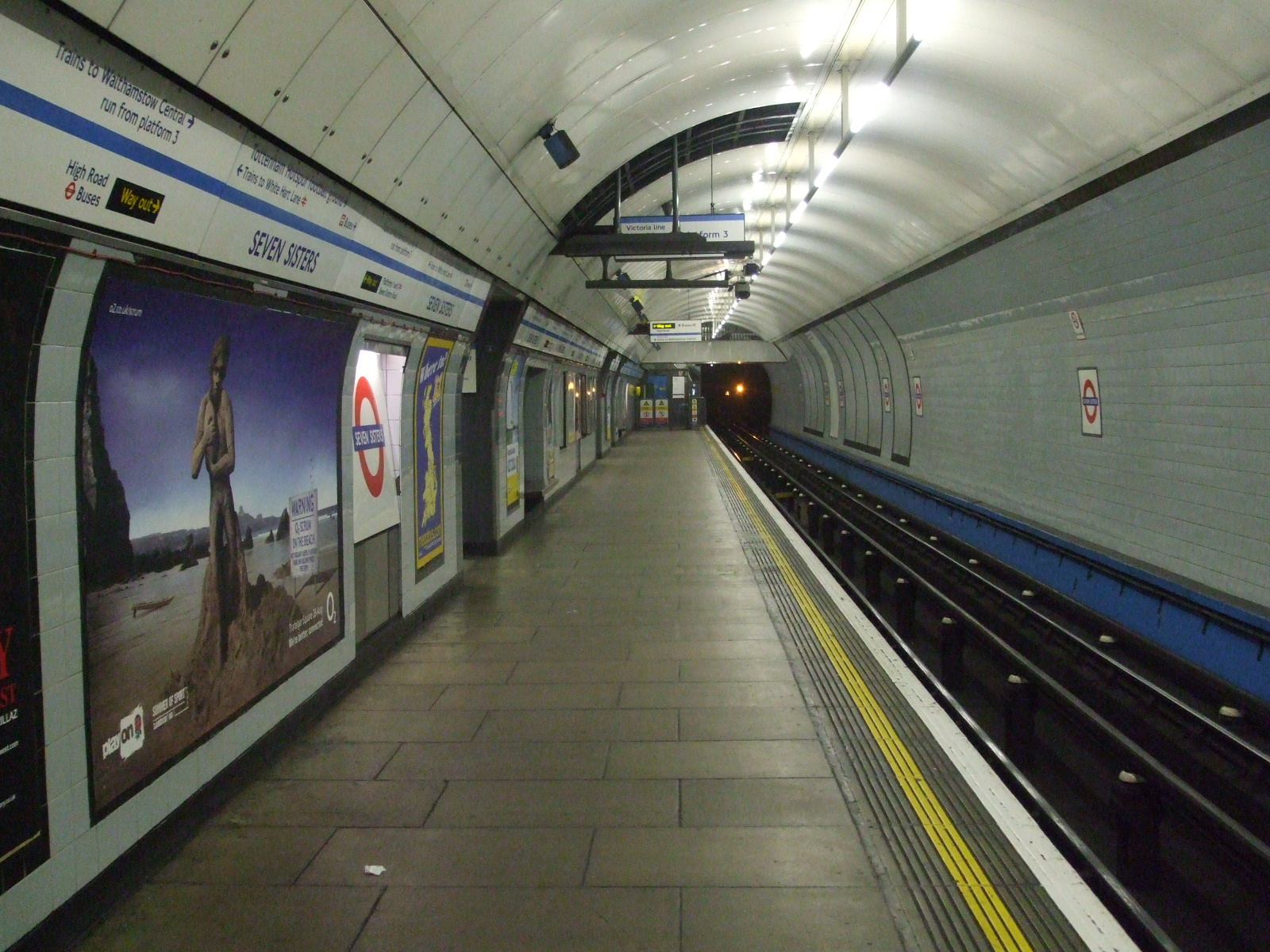
De middelste perrontunnel gezien in de richting van de tunnel naar het depot.
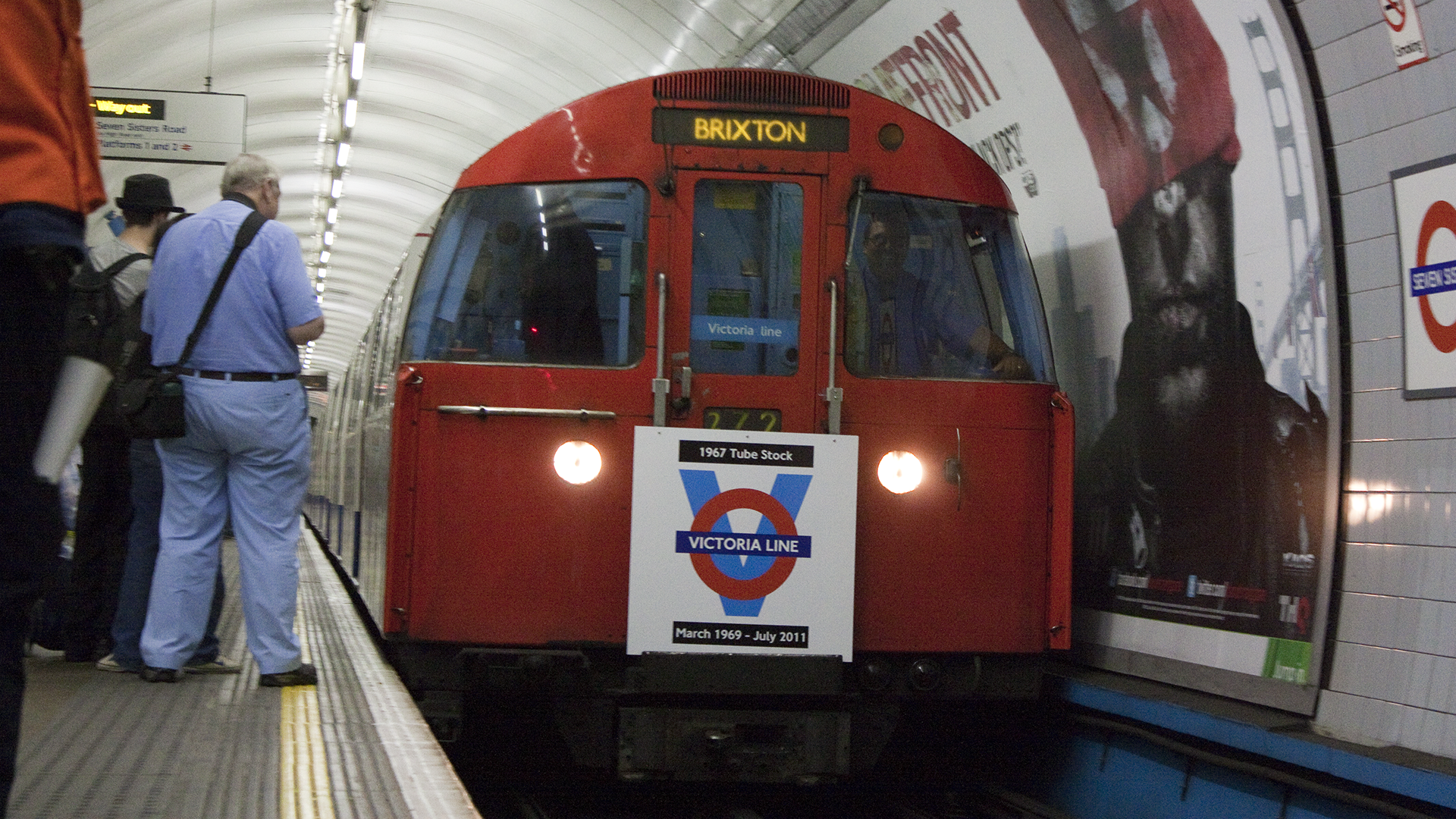
De afscheidsrit van TS1967 materieel op 20 juni 2011 in Seven Sisters.

## Ligging en inrichting
Het station bevindt zich in Travelcard Zone 3 aan de Seven Sisters tak van de Lea Valley Lines en aan de Victoria Line van de metro. De drie ondergrondse sporen zijn doorgenummerd als spoor 3 t/m 5,  de buitenste sporen zijn voor de doorgaande diensten, spoor 4 wordt gebruikt voor metrodiensten die eindigen bij Seven Sisters, hoewel er een overloopwissel ligt naar spoor 3 richting Tottenham Hale. Net als de andere stations van de Victoria Line kreeg Seven Sisters een tegelwerk dat verwijst naar de naam, in dit geval de zeven iepen bovengronds. 
Het gedeelte van de Victoria Line tussen de stations Seven Sisters en Finsbury Park is het langste tussen aangrenzende stations in diepe tunnels van het Londense metronetwerk. Tijdens het ontwerp van de Victoria Line is overwogen om Manor House op te nemen in die lijn en de Piccadilly Line door nieuwe tunnels tussen Finsbury Park en Turnpike Lane via Harringay Green Lanes te leggen. In verband met de verwachtte hinder en de extra kosten werd hiervan afgezien. Ten oosten van de perrons begint een dubbelsporige tunnel naar het depot van de Victoria Line. De doorgaande sporen naar Tottenham Hale liggen in enkelsporige tunnels aan de buitenkant van de tunnel naar het depot. In de zomer van 2015 was Seven Sisters tijdelijk het noordelijke eindpunt van de lijn om werkzaamheden voor de capaciteitsverhoging bij Walthamstow Central ongestoord te kunnen uitvoeren. 

## Crossrail
In mei 2013 werd het station opgenomen in de voorgestelde route van Crossrail 2. De perrons zullen ondergronds haaks op die van de Victoria Line gebouwd worden. Deze perrons zullen, net zoals eerder de Jubilee Line bij Charing Cross, tussen twee bestaande stations, Seven Sisters en Station South Tottenham, worden gebouwd en vanuit beide toegankelijk zijn.
Walthamstow Central ·
Blackhorse Road ·
Tottenham Hale ·
Seven Sisters ·
Finsbury Park ·
Highbury & Islington ·
King's Cross St. Pancras ·
Euston ·
Warren Street ·
Oxford Circus ·
Green Park ·
Victoria ·
Pimlico ·
Vauxhall ·
Stockwell ·
Brixton